# North Avenue (métro d'Atlanta)
 (décembre 2021).
Si vous disposez d'ouvrages ou d'articles de référence ou si vous connaissez des sites web de qualité traitant du thème abordé ici, merci de compléter l'article en donnant les références utiles à sa vérifiabilité et en les liant à la section « Notes et références ».
North Avenue est une station du métro d'Atlanta, dans l'État de Géorgie, aux États-Unis. Ouverte le 4 décembre 1981, elle est située à Atlanta le long de la ligne or et de la ligne rouge, entre Civic Center et Midtown.

## Services aux voyageurs

### Desserte
| Nord/Ouest                     |  |                  |  | Sud/Est                              |
| ------------------------------ |  | ---------------- |  | ------------------------------------ |
| Midtown vers Doraville (en)    |  | ligne or (en)    |  | Civic Center (en) vers Aéroport (en) |
| Midtown vers Nord Springs (en) |  | ligne Rouge (en) |  | Civic Center (en) vers Aéroport (en) |
| modifier sur Wikidata          |  |                  |  |                                      |